# City of Hereford
Hereford var ett distrikt i Hereford and Worcester i England. Distriktet hade 40 434 invånare år 1961. Det avskaffades 1 april 1998 och blev en del av Herefordshire.